# Annelin Bakker
Annelin Bakker (* 25. Januar 2005) ist eine niederländische Tennisspielerin.

## Karriere
Bakker spielt vor allem auf der ITF Women’s World Tennis Tour, auf der sie bisher vier Titel im Doppel gewinnen konnte.

## Turniersiege

### Doppel
| Nr. | Datum             | Turnier             | Kategorie | Belag     | Partnerin      | Finalgegnerinnen                        | Ergebnis          |
| --- | ----------------- | ------------------- | --------- | --------- | -------------- | --------------------------------------- | ----------------- |
| 1.  | 3. September 2022 | Haren               | ITF W15   | Sand      | Sarah van Emst | Marija Berhen Agustina Chlpac           | 6:3, 6:72, [10:5] |
| 2.  | 24. Februar 2024  | Scharm asch-Schaich | ITF W15   | Hartplatz | Sarah van Emst | Elena-Teodora Cadar Melanie Klaffner    | 6:1, 6:0          |
| 3.  | 27. Juli 2024     | Kuršumlijska Banja  | ITF W15   | Sand      | Sarah van Emst | Tilwith Di Girolami Loes Ebeling Koning | 6:4, 3:6, [10:4]  |
| 4.  | 10. Mai 2025      | Kalmar              | ITF W15   | Sand      | Britt du Pree  | Loes Ebeling Koning Sarah van Emst      | 6:3, 6:3          |